# جاقار قشلاق
جاقار قشلاق (به لاتین: Caqarqışlaq) یک منطقه مسکونی در جمهوری آذربایجان است که در شهرستان قوسار واقع شده است. جاقار قشلاق ۶۱۵ نفر جمعیت دارد.